# Tikveš (wieś)
Tikveš – wieś w Chorwacji, w żupanii osijecko-barańskiej, w gminie Bilje. W 2011 roku liczyła 10 mieszkańców.